# Dora Heldt: Tante Inge haut ab
Tante Inge haut ab ist eine deutsche Filmkomödie von Mark von Seydlitz aus dem Jahr 2011. Es handelt sich um die zweite Verfilmung der Dora Heldt-Reihe. Die einzelnen Filme basieren auf den gleichnamigen Romanen. Der Fernsehfilm wurde erstmals am 27. Februar 2011 im ZDF-Herzkino gezeigt.

## Handlung
Auf Sylt will Christine mit ihrem Freund Alex einen gemütlichen Urlaub im Ferienhaus ihrer Eltern verbringen. Doch sie haben nicht damit gerechnet, dass ihre Tante Inge sowie ihr Vater Heinz und dessen Frau Charlotte ebenfalls dort Urlaub machen wollen. Während des Urlaubs verhält Tante Inge sich extrem merkwürdig. Zunächst fällt Christine auf, dass sie allein kommt und ihr Mann Walter nicht dabei ist. Es dauert nicht lange und sie sieht sie mit einem fremden Mann in recht vertrautem Gespräch. Auch wohnt sie nicht mit im Ferienhaus, sondern in einer Pension, was ihr Bruder (Christines Vater) gar nicht gern sieht. Nachdem Christine ihre Tante zur Rede stellt, verrät sie ihr ihr Geheimnis: Seit sie zur Kur war und dort eine sehr selbstbewusste Frau kennengelernt hat, ist ihr klar geworden, dass auch sie etwas an ihrem Leben ändern muss und es nicht mehr in dem gewohnten Trott weitergehen kann. Kurze Zeit später kommt Inges neue Bekannte auch auf Sylt an und Christine kann nicht so recht verstehen, was ihrer Tante an dieser Renate so fasziniert.
Auch Christines Vater versteht seine Schwester nicht und so ruft er seinen Schwager an, was mit Inge los wäre. Dadurch erfährt Walter, dass Inge auf Sylt ist und so macht er sofort auf die Reise zu ihr. Kaum bei ihr angekommen stürzt Inge und muss kurz ins Krankenhaus. Als ihre Familienmitglieder sie besuchen wollen, will sie aber einfach nur ihre Ruhe haben und schickt sie weg. Ihr Mann Walter zieht sich brav zurück, ohne zu murren. Sein Schwager hingegen meint, er müsste mal ein bisschen was aus sich machen, dass würde Inge gefallen. Heinz überredet ihn sich neu und vor allem peppig einzukleiden und auch die Haare „muss“ er sich färben. Bei dem ganzen Wirbel den Heinz macht, hält es auch seine Charlotte plötzlich nicht mehr bei ihm aus und meint auch erst einmal eine Auszeit zu brauchen und reist ab. Christine und Alex wollten sich eigentlich ein Zimmer mieten, um für sich allein zu sein, doch bei dieser familiären Ausnahmesituation kriegt Christine es nicht fertig, ihren Vater allein zu lassen. Alex spielt dabei aber nicht mit und geht ins Hotel.
Inge hat derweil ein großes Problem. Der Traum von ihrem Neuanfang droht zu platzen. Sie hatte sich nämlich nicht einfach nur so nach Sylt begeben, sie hat von einer Freundin dort ein Haus geerbt. Nur aus diesem Grund war sie hierher gekommen und hatte sich mehrfach mit dem Anwalt Mark Kampmann getroffen, um die Angelegenheit zu regeln. Seit ihrem Unfall ist aber das Testament verschwunden und ohne dieses Dokument kann sie ihre Ansprüche nicht geltend machen. Sie hatte den Traum, ein Mehrgenerationenhaus aus ihrem Erbe zu machen, aber das steht nun in weiter Ferne. Als sie Christine das große Haus zeigen will, trifft sie dort Renate, die sich gerade von einem Makler das Haus zeigen lässt. Der verrät jedoch nicht, wer sein Auftraggeber ist. Inge ist zunächst verwirrt, findet es aber auch so heraus: Anwalt Kampmann hat beim Gericht seine Ansprüche angemeldet und droht damit durchzukommen. Zusammen mit Christine und Alex will sie Kampmann zur Rede stellen. Auch Walter und Heinz wollen dem Mann einen Besuch abstatten, um herauszufinden was die Inge und ihn verbindet. Nun kommt die Wahrheit ans Licht und Inge bekommt ihr Testament zurück. Nachdem Walter sich mit einem Faustschlag gegen Kampmann durchsetzt, ist Inge hingerissen von ihrem Mann. Sie bietet ihm an, mit ihr zusammen in dem neuen Haus auf Sylt zu wohnen. Gemeinsam wollen sie nun ein wenig mehr Abwechslung in ihr Leben bringen und auch wieder mehr miteinander reden.

## Kritiken
Rainer Tittelbach von Tittelbach.tv wertete: „Tante Inge sucht das Weite. Ein neues Leben? Eine neue Liebe? Oder eine Lebenskrise? Auf Sylt trifft sie auf ihre bucklige Verwandtschaft... Aus dem Horrotrip Familie wird ein Härtetest Familienfilm. ‚Tante Inge haut ab‘, entstanden nach dem Roman von Dora Heldt, ist ein witzloser Reigen aus Missverständnissen und zwischenmenschlichen Banalitäten, als Boulevardkomödie ohne jegliches Gespür für Dramaturgie aufbereitet. Ein Mal mehr verführt die Verfilmung eines Romans zu einem Geplätscher der Ereignisse. Typisch deutsch!“
Die Seite Quotenmeter schrieb kritisch zu der Dora-Heldt-Verfilmung: „Was vielleicht noch ein wenig für das Treiben auf den Bildschirmen entschädigen könnte, ist die Sylter Landschaft, die des Öfteren von Kameramann Christoph-Cico Nicolaisen eingefangen wird. Das war es dann aber auch schon von den positiven Randnotizen. Schnell vergessen bzw. am besten gar nicht erst einschalten.“
Die Kritiker der Fernsehzeitschrift TV Spielfilm gaben dem Film eine mittlere Wertung, sie zeigten mit dem Daumen zur Seite. Sie konstatierten: „Renate ist als Karikatur einer gut abgehangenen Lebedame ebenso überdreht wie die ständige Aufgeregtheit aller Beteiligten. Schwer auszuhalten!“ Fazit: „Dauerhektik und Humor auf halbmast.“